# Rudolf von Friederich
Rudolf von Friederich, född 1855, död 1922, var en tysk militär.
Friederich blev officer vid infanteriet 1878, överstelöjtnant och avdelningschef vid generalstaben 1906, överste 1908 och generalmajor 1912. Under första världskriget var Friederich en tid chef för 2:a Ersatzbrigaden, befordrades till generallöjtnant och upphöjdes i adligt stånd. Friederich har utgett ett flertal krigshistoriska arbeten, bland annat Geschichte des Herbstfeldzuges 1813 (3 band, 1903-06), Gneisenau, ein Lebensbild (1906) samt Die Befreiungskriege 183-1815 (4 band, 1911-13).